# 胡蒂斯卡河 (烏斯佳河支流)

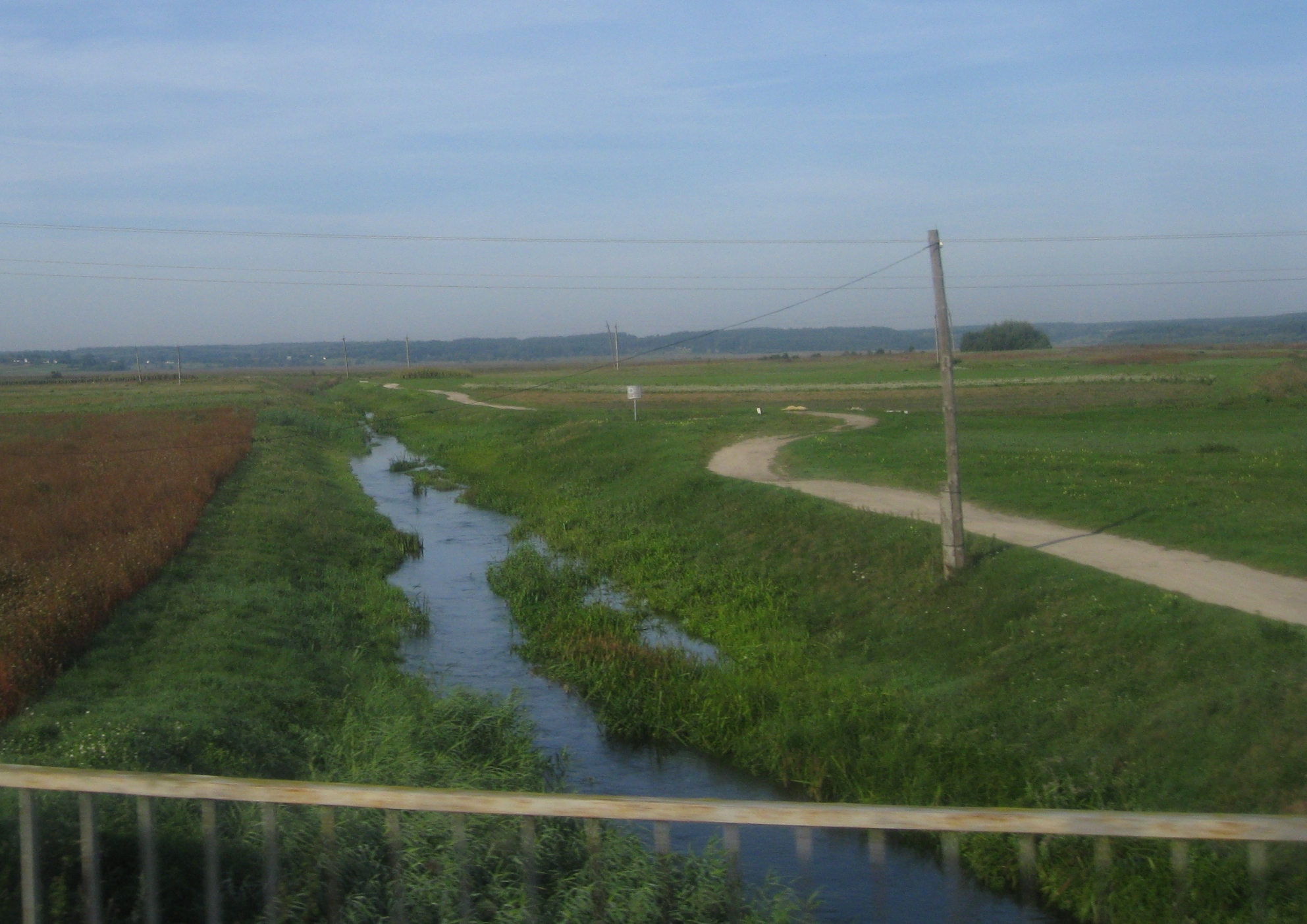

胡蒂斯卡河（羅馬化：Hutyska）是烏克蘭西部的河流，屬於烏斯佳河的支流。該河發源自舍凱林齊附近，流經赫梅利尼茨基州的舍佩蒂夫卡區，河道全長13公里，流域面積48平方公里。